# Tibouchina formosa
Tibouchina formosa är en tvåhjärtbladig växtart som beskrevs av Célestin Alfred Cogniaux. Tibouchina formosa ingår i släktet Tibouchina och familjen Melastomataceae. Inga underarter finns listade i Catalogue of Life.